# كورديل بانكسي
كورديل بانكسي (الاسم العلمي:Cordyline banksii) هو نوع من النباتات يتبع جنس الكورديل من الفصيلة الهليونية.